# Rakede
Rakede war eine 2006 in Berlin (als Die Rakede) gegründete Hip-Hop/Electro/Rock-Band.

## Geschichte
Alexander Nauels, Christian Behr und Jan Günther gründeten die Band 2006 in Berlin. Die Bandmitglieder bezeichnen sich durchgehend als Triebwerk.
In ihren frühen Jahren nahm die Band einige Demosongs auf, veröffentlichte eine selbstvertriebene EP sowie 2008 die erste Single Wo geht's ins All über Universal Music. Im Laufe der Zeit wechselten die Bandmitglieder, ehe sich um das Jahr 2013 die heutige Formation unter dem leicht veränderten Namen „Rakede“ zusammenfand. Das „Die“ wurde dem neuen Geist geopfert.
Im selben Jahr erschien die EP Ja... aber was, wenn alles klappt mit Features von Samy Deluxe und Dellé (Seeed) bei Downbeat Records, einem Sub-Label von Warner Music, welches u. a. auch Seeed und die Beatsteaks beherbergt.
Am 21. November 2014 erschien das Debütalbum Rakede.
Ihr unplugged-Video zum Titel Bitte, Bitte wurde 2013 zu einem viralen YouTube-Hit.
Die Musikrichtung ist eine Mischung aus Pop, Reggae, Hip-Hop und elektronischer Musik.
Die Band trat seit 2010 auf verschiedenen Festivals auf, darunter das Mini-Rock-Festival und MS Dockville (als Die Rakede) sowie Nova Rock Festival (AT), Summerjam, Urban Art Forms Festival (AT) und Die Neuen DeutschPoeten (als Rakede).
Am 20. Juni 2020 löste sich die Band auf.

## Diskografie
- 2008: Wo geht's ins All (Single)
- 2010: Abschussbasis (EP)
- 2013: Ja...aber was, wenn alles klappt (EP, Downbeat Records / Warner)
- 2014: Rakede (Album, Downbeat Records / Warner)
- 2015: Komm unter meinen Schirm Turbo Ep (EP, Downbeat Records / Warner)
- 2017: Es geht mir gut! (Sehr, sehr gut. Sehr gut!) (Album)